# Frank Lewis (zápasník)
Frank Lewis (6. prosince 1912 Coleman, USA – 16. srpna 1998 Stillwater, USA) byl americký zápasník. V roce 1936 vybojoval na olympijských hrách v Berlíně zlatou medaili ve volném stylu ve velterové váze.